# Giovanni Paolo Ciurletti
Giovanni Paolo Ciurletti (in latino Johann Paul Ciurletti; Trento, 25 marzo 1580 circa – 1640 circa) è stato un vescovo cattolico italiano.

## Biografia
Giovanni Paolo Ciurletti è nato attorno al 25 marzo 1580 da una antica famiglia originaria della Val di Sole.
Il 23 gennaio 1617 è stato nominato  vescovo titolare di Biblo, in Libano, e ausiliario di Salisburgo. È stato consacrato il 2 aprile 1617 dall'arcivescovo di Salisburgo Marcus Sittikus von Hohenems. Nel 1619 è stato co-consacratore principale di Paride Lodron, che succedette a von Hohenems.
È stato canonico della cattedrale di San Vigilio. Nel 1623 fece costruire la chiesa della Madonna di Loreto a Villazzano.

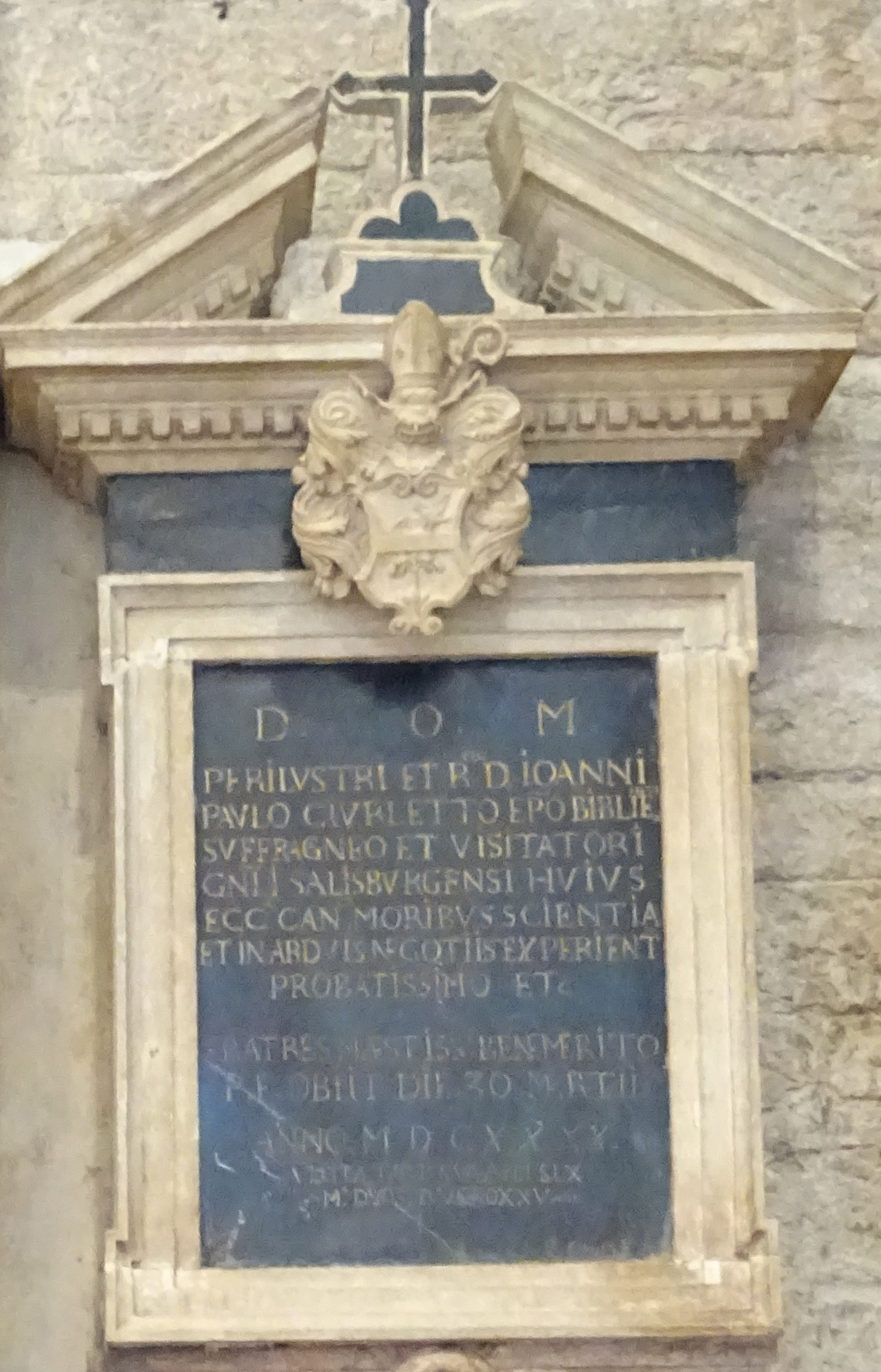
Lapide di Giovanni Paolo Ciurletti nel duomo di Trento

È morto attorno al 1640 ed è stato sepolto nel duomo di Trento. Gli è dedicata una lapide in marmo nero nell'angolo sud-ovest.

## Genealogia episcopale
La genealogia episcopale è:
- Vescovo Johann Baptist Pichlmair
- Vescovo Wolfgang von Hausen
- Arcivescovo Marcus Sittikus von Hohenems